# 花になる
花になる（はなになる）は、2002年3月20日に発売された奥田民生13枚目のシングル。

## 解説
- 前作「CUSTOM」より半年ぶりのリリース。
- ジャケットイラストはユニコーンの作品を多数手掛けた木村豊が担当。
- アルバム『E』収録曲の中では最初期に制作された曲で、レコーディングは前作、前々作よりも前に行われていた。

## 収録曲
1. 花になる (3:33)
（作詞・作曲・編曲：奥田民生）
J-PHONE「写メール」CMソング。
歌詞は格闘家をイメージしており、奥田の「こうありたい」という憧憬が歌われている。
トリビュートアルバム「奥田民生・カバーズ」では、THE COLLECTORSがカバーしている。
2. 監獄ロック (3:01)
（作詞・作曲：Jerry Leiber / Mike Stoller 訳詞：音羽たかし 編曲：奥田民生）
エルヴィス・プレスリーのカバー。
3. 悲しくてやりきれない (3:38)
（作詞：サトウハチロー 作曲：加藤和彦 編曲：奥田民生）
ザ・フォーク・クルセダーズのカバー。ギターソロは斎藤有太が担当。

### アナログ盤
1. 花になる
2. 手引きのようなもの
（作詞・作曲・編曲：井上陽水、奥田民生）
井上陽水奥田民生のアルバム『ショッピング』収録曲の奥田ボーカルヴァージョン。

## 収録アルバム
- 花になる
E
記念ライダー1号〜奥田民生シングルコレクション〜
- 監獄ロック
BETTER SONGS OF THE YEARS
- 悲しくてやりきれない
BETTER SONGS OF THE YEARS
- 手引きのようなもの
BETTER SONGS OF THE YEARS

## 参加ミュージシャン
- 奥田民生 - ボーカル、ハーモニー、ギター
- 古田たかし - ドラムス、パーカッション、アコースティックギター
- 根岸孝旨 - ベース、アコースティックギター、パーカッション
- 長田進 - ギター
- 斎藤有太 - キーボード、アコースティックギター
- 河合誠一マイケル - パーカッション